# Wilder Berg
Wilder Berg är en kulle i Österrike.   Den ligger i  förbundslandet Wien, i den östra delen av landet, 11 km sydväst om huvudstaden Wien. Toppen på Wilder Berg är 370 meter över havet.
Terrängen runt Wilder Berg är kuperad västerut, men österut är den platt. Runt Wilder Berg är det mycket tätbefolkat, med 3 134 invånare per kvadratkilometer.. Närmaste större samhälle är Wien, 11,4 km nordost om Wilder Berg. 
I omgivningarna runt Wilder Berg växer i huvudsak blandskog.